# Bilozerka (Kherson)
|  | Per a altres significats, vegeu «Beloziorka». |

Bilozerka (en ucraïnès Білозе́рка) és una vila de l'óblast de Kherson, a Ucraïna, sota ocupació russa. El 2021 tenia 9.364 habitants.